# Братська могила, в якій поховано п’ять комсомольців-підпільників, розстріляних 17 вересня 1943 р.
Пам’ятка знаходиться по вул. Мартина Шимановського на території Гданцівського парку у Центрально-Міському районі м. Кривий Ріг. 

## Передісторія

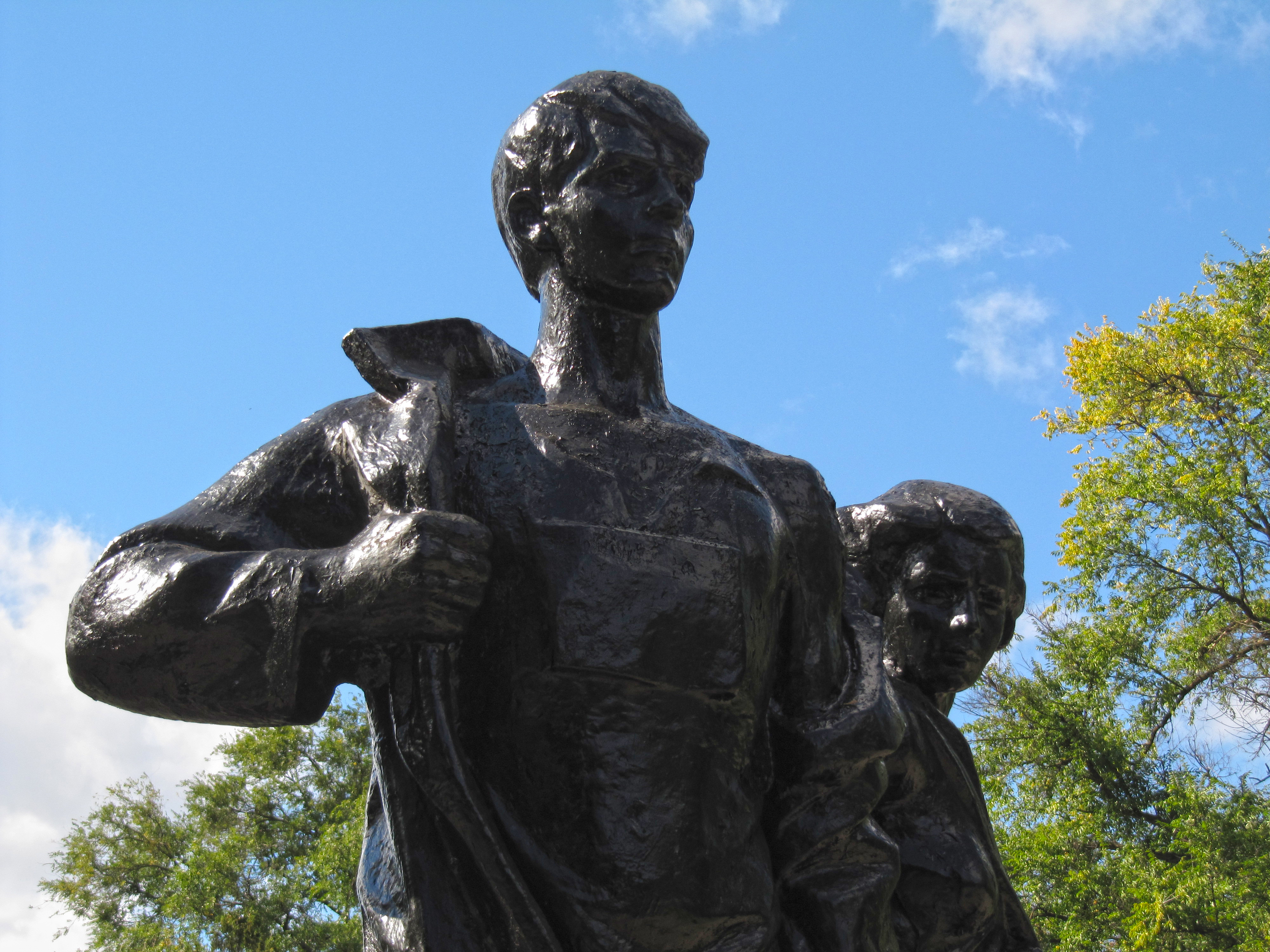

Під час окупації Кривого Рогу (14.08.1941 — 22.02.1944) у місті діяла підпільна комсомольсько-молодіжна група під керівництвом Миколи Решетняка, яка займалася виготовленням та розповсюдженням листівок, проводила диверсійну роботу з пошкодження армійських радіоприймачів. З початку вересня 1941 року до 17 серпня 1943 року підпільники випустили до п'ятдесяти листівок загальним накладом близько трьох тисяч екземплярів. 17 вересня 1943 року 5 членів групи (Микола Решетняк, Анатолій Жовтуха, Олексій Щербак, Микола Ходич, Груня Романова) були розстріляні окупантами. У 1946 році на могилі підпільників встановлено пам'ятник — скульптуру «Воїн з пілоткою і вінком», виробництва Дніпропетровських художніх майстерень. З нагоди 40-ліття Перемоги у Великій Вітчизняній війні у 1985 році було встановлено новий пам'ятник — скульптурну п'ятифігурну композицію. Автор — заслужений художник України, криворізький скульптор О. В. Васякін (1925—2015). Пам'ятник виготовлено у фасонно-ливарному цеху металургійного комбінату «Криворіжсталь» бригадою формувальників-ливарників під керівництвом М. П. Рєпнікова.  

## Пам’ятка

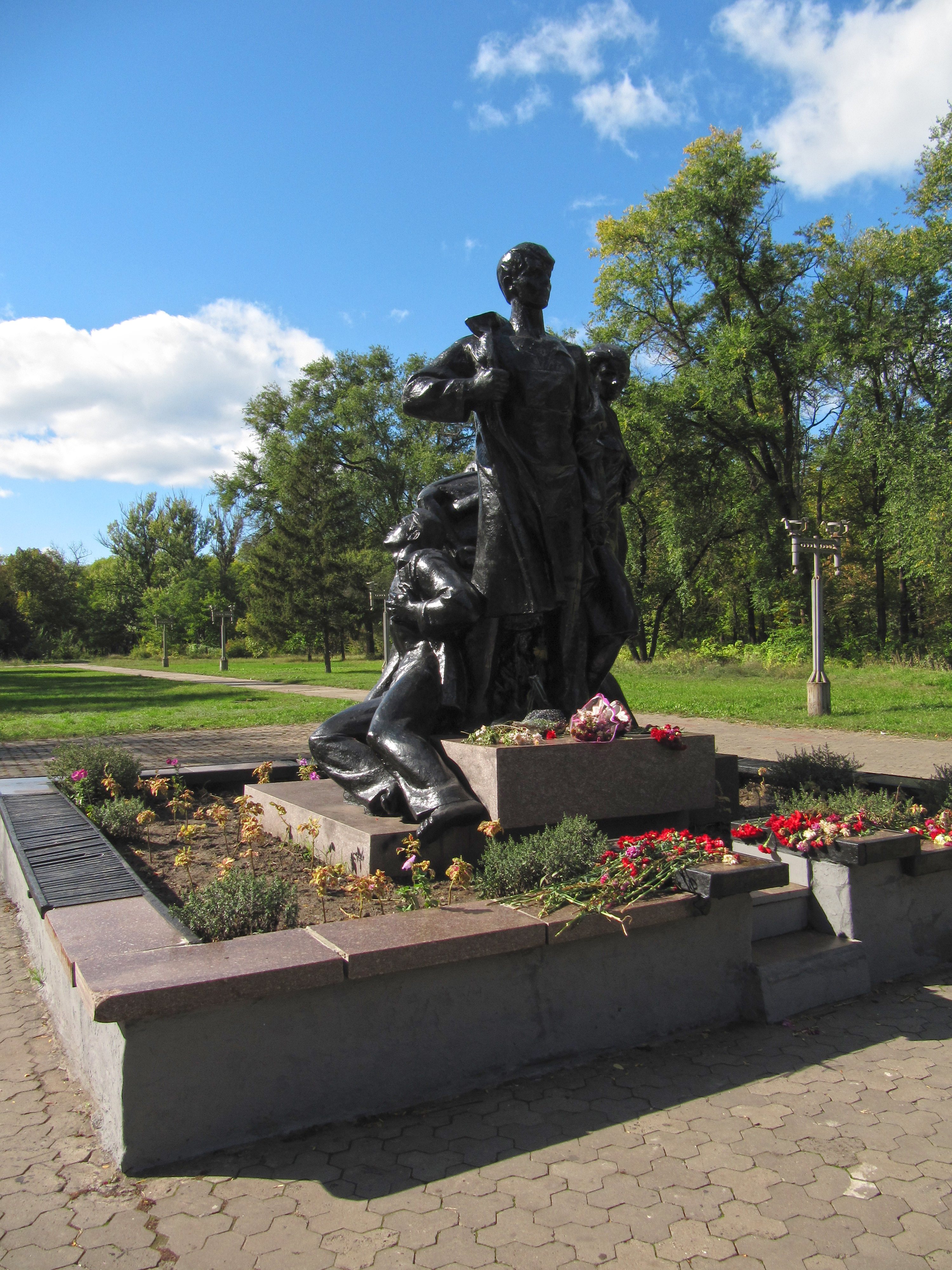
Братська могила, в якій поховано п'ять комсомольців-підпільників, розстріляних 17 вересня 1943 року

Братська могила розмірами 2,3×1,2 м з надгробком у вигляді меморіальної плити на похилій платформі з полірованого лабрадориту розташована навпроти входу до Гданцівського парку. На меморіальній плиті розмірами 1,20×0,60 м гравіюванням виконано напис російською мовою у 29 рядків: «ЗДЕСЬ ПОХОРОНЕНЫ / КОМСОМОЛЬЦЫ- / ПОДПОЛЬЩИКИ / КРИВОРОЖЬЯ / ПАВШИЕ В БОРЬБЕ / С НЕМЕЦКО- / ФАШИСТКИМИ / ЗАХВАТЧИКАМИ: / 1943 / РЕШЕТНЯК / Николай Макарович / 1925 / ЩЕРБАК / Алексей Григорьевич / 1925 / ЖЕЛТУХА / Анатолий Петрович / 1926 / ХОДИЧ / Николай Иванович / 1925 / РОМАНОВА / Груня Ефимовна / 1921 / ВЕЧНАЯ СЛАВА ГЕРОЯМ!». Також на плиті розміщена п'ятикутна зірка поміж двох лаврових гілок. 
Пам’ятник представляє собою монументальну скульптурну п'яти-фігурну композицію виготовлену з чавуну (загальна висота — 2,74 м, ширина — 1,98 м), розташовану по центру на спільному різнорівневому постаменті (довжиною 2,53 м, шириною 2,52 м, висотою 0,64 м) з гранітних прямокутних блоків на ділянці (довжина — 5,70 м, ширина — 5,60 м) огородженої по периметру бордюром.
Композиція скульптурної групи вибудувана по колу. Всі п'ять зображених фігур розвернені до глядача. Домінантою композиції є фігура юнака в повний зріст (висота – 2,10 м), орієнтована обличчям до входу в парк. Справа від юнака — дівоча постать, розвернена вправо. Зліва від домінантної фігури — постать помираючого юнака, котрий сидить на постаменті, спустивши напівзігнуті ноги, голова його закинута назад, очі напівзаплющені, ліва рука тримається за груди в області серця. Замикають композицію дві фігури хлопців: один відхилився вбік, інший похилений вперед. Вся скульптурна група тонована темною емалевою фарбою.
Навколо постаменту — клумба, обмежена бетонним бордюром, по передньому краю якого, перед ключовою фігурою, дві невеличкі гранітні сходинки.